# Кухарь, Мария Егоровна
Мари́я Его́ровна Кухарь (в девичестве Карноза; 10 апреля 1929, Николаевка) — звеньевая колхоза имени Чкалова Новомосковского района Днепропетровской области, Герой Социалистического Труда (1950).

## Биография
Родилась 10 апреля 1929 года в селе Николаевка (ныне Новомосковского района Днепропетровской области, Украина) в семье крестьян.
Окончила пять классов сельской школы, пережила двухлетнюю оккупацию во время Великой Отечественной войны, после освобождения трудоустроилась в колхоз имени Чкалова. В 1946 году назначена главой комсомольско-молодёжного звена, которое том же году собрало урожай 40 центнеров зерна кукурузы с гектара, в 1948 году — 68 центнеров зерновых культур с гектар на участке 10 гектаров, в 1949 году — 68,3 центнера кукурузы с гектара на участке той же площади.
Указом Президиума Верховного Совета СССР от 9 июня 1950 года «за получение высоких урожаев кукурузы и подсолнечника и семян люцерны в 1949 году при выполнении колхозами обязательных поставок и контрактации сельскохозяйственной продукции, натуроплаты за работу МТС и обеспеченности семенами всех культур в размере полной потребности для весеннего сева 1950 года» удостоена звания Героя Социалистического Труда с вручением ордена Ленина и золотой медали «Серп и Молот».
После работала в колхозе. Избиралась делегатом XII съезда ВЛКСМ, XVI съезда Комсомола Украины. Живёт в селе Николаевка.
Награждена 2 орденами Ленина (9.06.1950, 29.05.1951), орденом Трудового Красного Знамени (4.03.1949), юбилейной медалью «20 лет независимости Украины» (19.08.2011), медалями.
В её родном селе Николаевка на Аллее Памяти Героям Социалистического Труда среди 18 Героев села выбито и имя М. Е. Кухарь.